# Kohlemikrofon

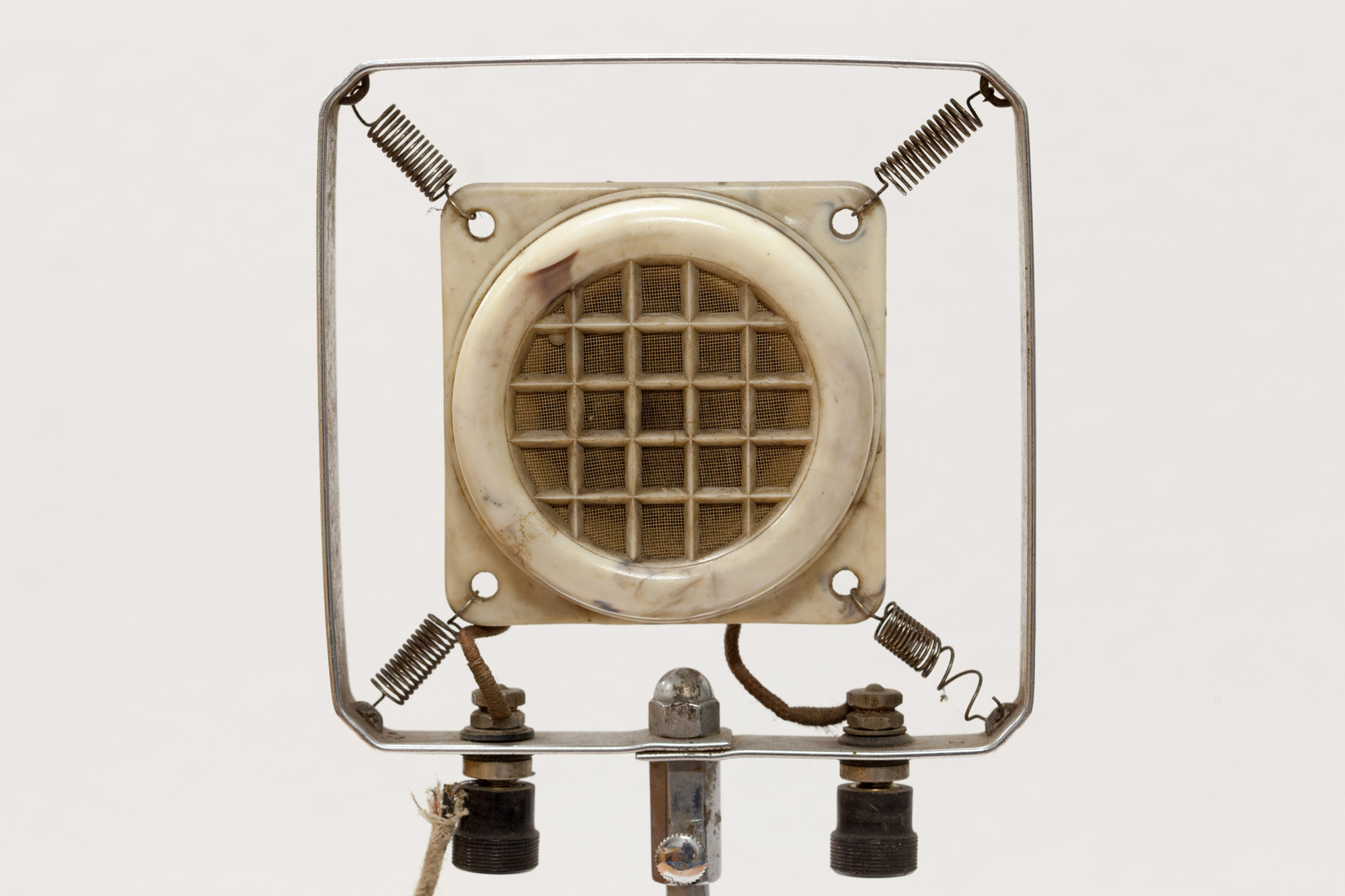
Kohlemikrofon, vermutlich 1920er Jahre

Das Kohlemikrofon ist ein Mikrofon, dessen elektroakustisches Wandlerprinzip darauf beruht, dass durch Schall erzeugte Druckschwankungen Änderungen des elektrischen Kontaktwiderstandes von Graphitteilchen zwischen seinen Anschlüssen bewirken. Kohlemikrofone werden heute nur noch selten verwendet.

## Geschichte
Das erste Mikrofon, das Sprachtelefonie ermöglichte, wurde unabhängig voneinander um 1878 von David Edward Hughes in England, Emil Berliner und Thomas Alva Edison in den USA entwickelt. Obwohl Edison als erster ein Patent anmeldete, hatte Hughes schon einige Jahre zuvor vor etlichen Zeugen einen funktionsfähigen Prototyp gezeigt, so dass die meisten Historiker Hughes als Erfinder des Kohlemikrofones sehen. Im Jahr 1923 entwickelten Georg Neumann und Eugen Reisz in Berlin das als Marmorblock-Mikrofon bekannte M 109.

## Kohlegrießmikrofon

Prinzip des Kohlemikrofons; die Hilfsspannung wird üblicherweise vom Telefonnetz geliefert

Zur Wandlung dient hier der druckabhängige Kontaktwiderstand zwischen Kohlenstoffpartikeln (Kohlegranulat, Kohlegrieß), die durch eine schallempfangende Blechmembran komprimiert werden.

### Aufbau
Ein schalldurchlässiges Gehäuse ist auf einer Seite mit einer metallischen Membran verschlossen. Diese bildet die eine Elektrode. Es ist mit aus Anthrazit hergestelltem Kohlegrieß gefüllt. Auf der anderen Seite befindet sich die Gegenelektrode.

### Funktion
Zwischen Membran und Gegenelektrode muss über einen Arbeitswiderstand (Verbraucher) eine Gleichspannung angelegt werden. Die Schallwellen werden durch die Membran auf den Kohlegrieß übertragen. Das Prinzip beruht quasi auf einem „Wackelkontakt“ zwischen den Kohlekörnchen. Die mikroskopischen Lageänderungen der Teilchen bewirken eine Modulation des durchfließenden Gleichstroms. Dabei spielt auch der für Graphit typische druckabhängige Kontaktwiderstand eine Rolle.
Der Arbeitswiderstand kann bei Festnetztelefonen direkt die Hörkapsel (elektromagnetischer Wandler) sein – eine Verstärkung ist nur bei größeren Übertragungsstrecken nötig.
Unterschiedliche Anwendungsanforderungen kann man in bestimmtem Umfang durch unterschiedliche Korngrößen gerecht werden.

### Einsatz
Kohlegrießmikrofone wurden bis in die 1970er Jahre in großer Stückzahl in damals üblichen Festnetztelefonen eingesetzt. Man geht davon aus, dass durch die Erfindung des Kohlemikrofons die Entwicklung des Fernsprechwesens außerordentlich beschleunigt wurde. Die Sprachverständlichkeit war damit ausreichend gut. In den 1960er und 1970er Jahren wurden die Kohlemikrofone in der Fernmeldetechnik durch die akustisch besseren dynamischen Mikrofone, besonders aber Piezomikrofone ersetzt, welche die notwendige Verstärkerelektronik in der Kapsel integriert haben. Die Betriebsspannung wird wie bisher aus der Anschlussleitung gewonnen. Dadurch können Kohlemikrofone in Festnetztelefonen in der Regel 1:1 durch elektronische Varianten ersetzt werden. In den 1980er Jahren wiederum machten diese dem Elektret-Kondensatormikrofon Platz.
In der Tontechnik bzw. für Musikaufnahmen werden Kohlemikrofone aufgrund der geringen Wiedergabequalität nicht verwendet. In der professionellen Tontechnik wurde das Kohlemikrofon bereits in den 1920er und 1930er Jahren vom Kondensatormikrofon verdrängt. Heute werden in der anspruchsvolleren Audiotechnik dynamische Mikrofone und Kondensatormikrofone eingesetzt, in günstigen Geräten Elektret-Kondensatormikrofone.
Kohlemikrofone wurden auch als Kehlkopfmikrofon und zur direkten Modulation von röhrenbestückten Sendern eingesetzt.
In frühen Telefon-Übertragungsstrecken wurden Kohlemikrofone aufgrund ihrer verstärkenden Eigenschaft als Repeater eingesetzt. Dabei wurde eine Art Lautsprecher mechanisch mit dem Mikrofon gekoppelt. Die Übertragungsqualität war zwar schlecht, die Technik ermöglichte aber Ferngespräche schon vor der Einführung der Elektronenröhre (ca. 1920er Jahre). Bis in die 1950er Jahre wurden solche Verstärker auch in Hörgeräten eingesetzt, da die Spannungsversorgung wesentlich leichter und einfacher als bei Elektronenröhren war.

## Bauformen
Anstelle des Kohlegrießes wurden auch diskrete Graphit-Teile eingesetzt, die durch den Schall zueinander bewegt werden – im Modell links aus dem Jahre 1889 dienen dazu auf Stiften hängende, durch Federn relativ zu einer Holzmembran bewegte Graphitröllchen.

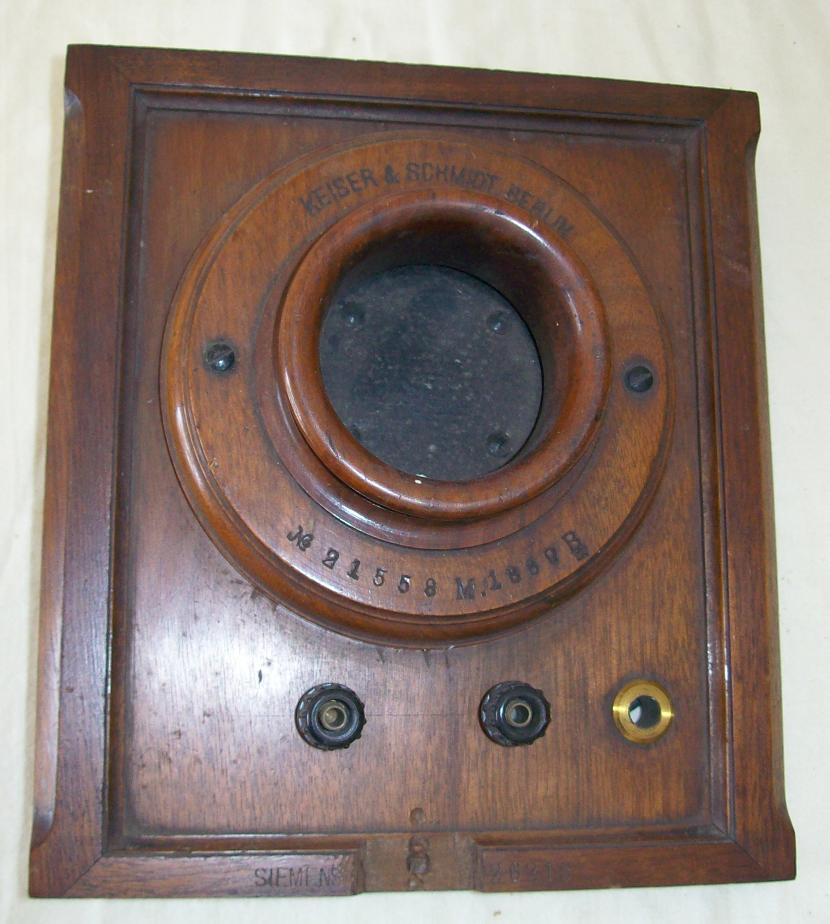
Kohlemikrofon mit Holzmembran aus dem Jahre 1889
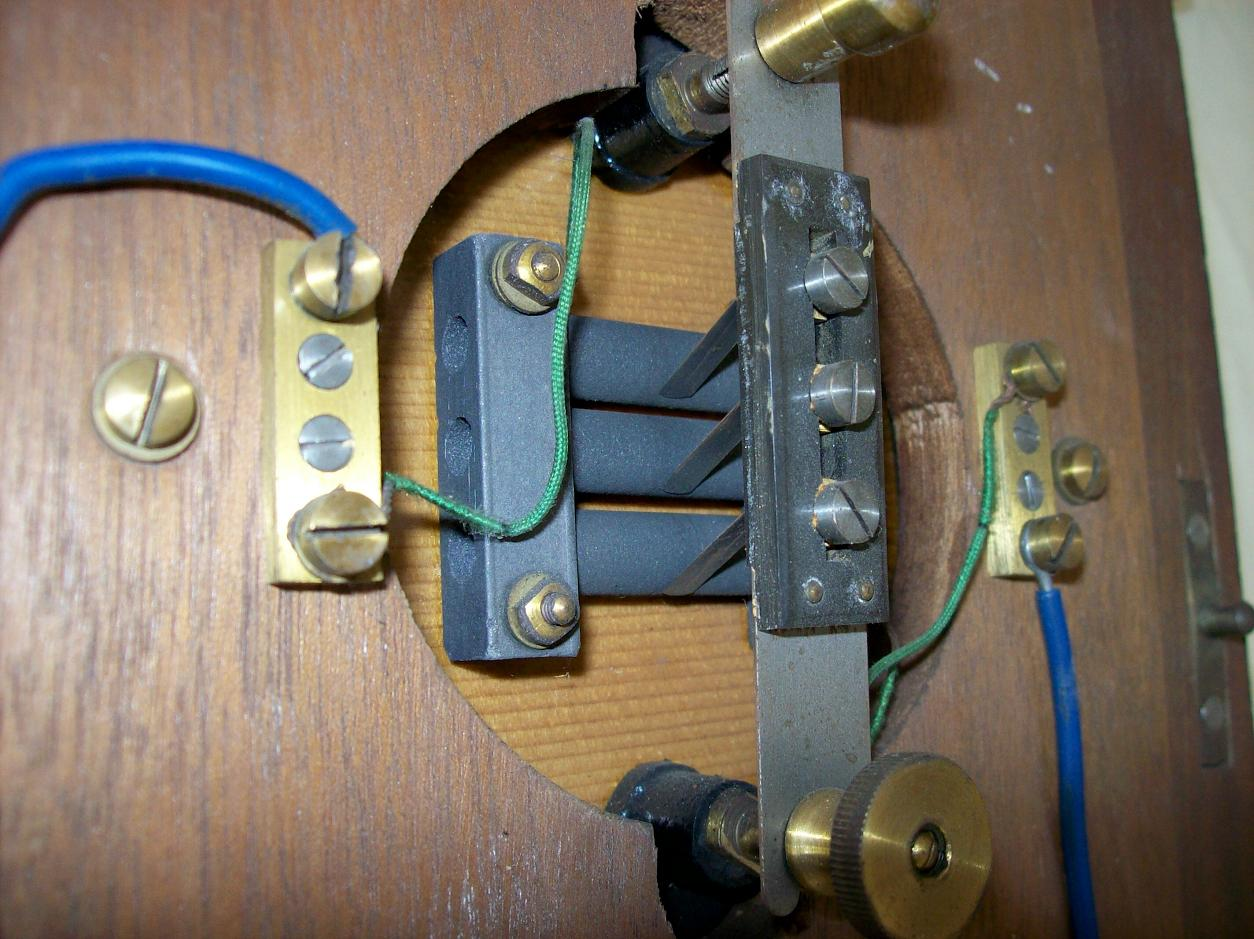
Wandler eines Kohlemikrofons links (Rückansicht): auf Graphitstiften hängende Graphitrollen werden über Federn relativ zu einer Holzmembran bewegt
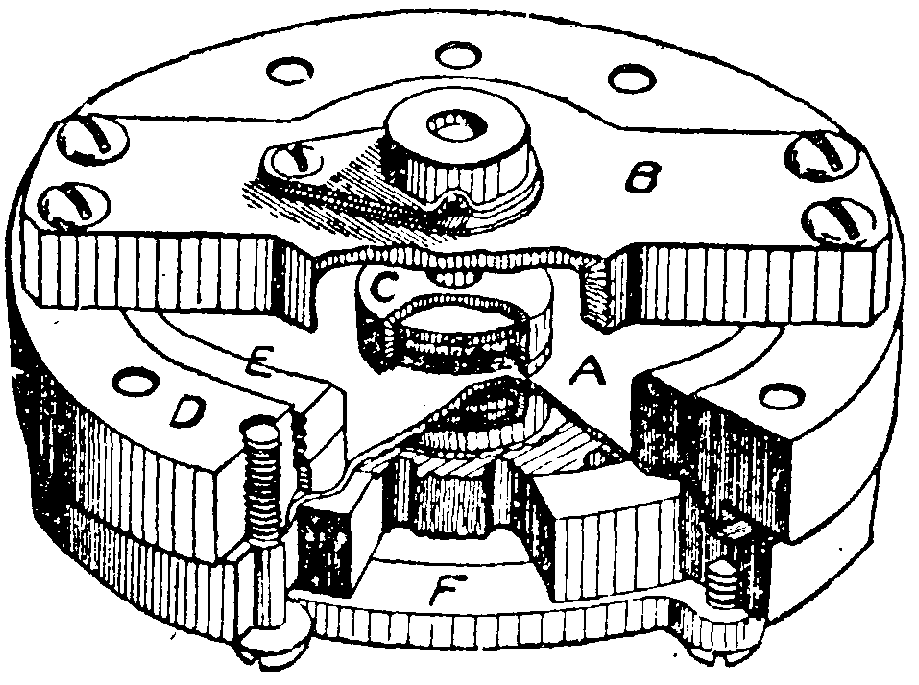
Zeichnung aus einer Patentschrift
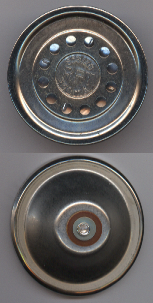
Die typische, früher in Telefonen übliche, geschlossene Bauform

## Eigenschaften
Positive Eigenschaften:
- Hoher elektrischer Ausgangspegel, dadurch entfällt meist eine zusätzliche Verstärkung; direkt mit der Hörkapsel in Reihe schaltbar
- Verstärkende Eigenschaften
- Niedrige Produktionskosten

Negative Eigenschaften:
- Starkes Rauschen durch Oxidationsprozesse an den Spitzen des Kohlegrießes; alterungsabhängig
- Klirrfaktor oft über 5 Prozent
- Schlecht reproduzierbare Übertragungseigenschaften, lage- und erschütterungsabhängig
- Wartungsaufwändig beziehungsweise begrenzte Lebensdauer
- Stark feuchtigkeitsabhängige Parameter